# الطيور (فلم)
الطيور (بالإنجليزية: The Birds) فيلم تشويق ورعب أمريكي من إخراج ألفريد هتشكوك، وسيناريو إيفان هانتر وهو مبني على قصة «الطيور» لدافين دو مورييه. الفيلم يضم تيبى هيدرن وأيضا رود تايلور، وجيسيكا تاندي وسوزان بليشيت، وفيرونيكا كارترايت.

## وصلات خارجية
- مقالات تستعمل روابط فنية بلا صلة مع ويكي بيانات